# Ba 349 (航空機)
バッヘム Ba 349 ナッター
敗戦後イギリス軍に鹵獲され、ファーンボローに移送されたBa 349（1946年）。機首のカバーは外されている。翼の鉤十字は鹵獲後に描かれたもの。
- 用途：要撃機（有人ミサイル）
- 分類：ロケット迎撃機
- 設計者：エーリッヒ・バッヘム
- 製造者：バッヘム・ヴェルケ社
- 運用者： ドイツ国
- 初飛行：1945年3月1日（有人）
- 生産数：36機（諸説あり）[1]
- 運用状況：試験運用のみ

Ba 349（Ba 349）は、第二次世界大戦末期にドイツで試作されたロケット迎撃機である。「BP20」とも称する。愛称は「ナッター（Natter、ドイツ語でナミヘビ科のヘビの意）」。

## 概説

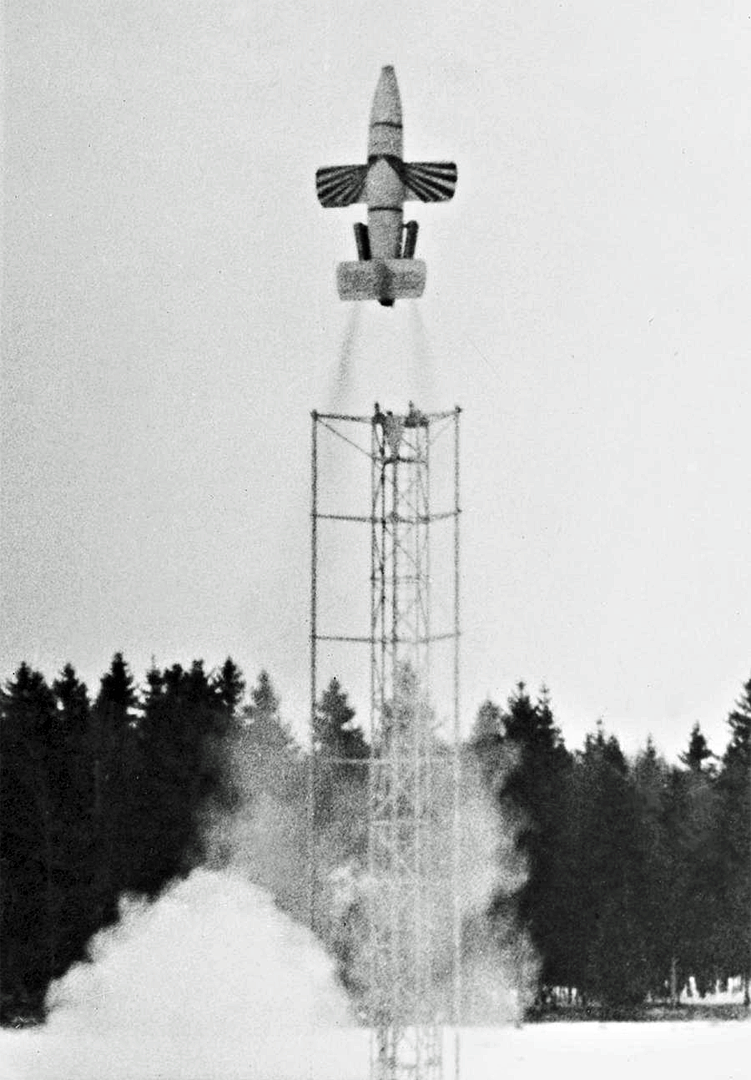
試験機の発射瞬間（1944年）

Ba 349は、エーリッヒ・バッヘム博士により設計された。機体は木製で、機首に24-33発のロケット弾を装着する。エンジンはヴァルター式液体燃料ロケット機関（HWK 109-509A）1基で、垂直ランチャーから4基の固体燃料ロケットブースターを使用して発進する。発進後は目標付近まで無線誘導され、近接後機首のプラスチックカバーを外し、ロケット弾で攻撃を行う。その後、パイロットはパラシュートで脱出し、同時にエンジンも分離され、落下後に再使用する構造である。このあまりの航続距離の短さ・単純さのため、後に連合軍からは「有人対空砲」と呼ばれるようになる。
1944年12月18日にロケットランチャーからの発射テストに成功したが、これは、乗員および液体ロケット無しであった。1945年2月に液体ロケットを装着した状態で無人テストに成功し、大量生産の計画が立てられた。最初の有人テストでは搭乗員ロタール・ジーベルトが打ち上げ直後に失神し、機体ごと墜落死する事故が起きた。しかし、テストパイロット志願者は不足しなかったため、有人テストは続行された。3回ほど予定通りの発進・飛行・帰還のテストが無事に実施された所で制式化、実戦配備が決まった。
以降は終戦まで数十機の生産にとどまり、10機が部隊配備されたのは1945年4月だったために実戦参加はなかったとされる（出撃したとの説もある）。航続時間を改良したB型も2機製造された。

## スペック
Ba 349A
- 全長：6.18m
- 全幅：3.97m
- 主翼面積：4.80m²
- 離昇重量：2,175kg

Ba 349aの三面図

- エンジン：ヴァルターHWK 109-509A（推力1,700kg）×1基/離昇ブースター固形燃料500kg×4基
- 最大速度：870km/h
- 上限率：10,900m/分
- 航続距離：2分（B型：4.36分）
- 武装：R4M ロケット弾×33またはフェーン73mm ロケット弾×24
- 乗員：1名

## ギャラリー

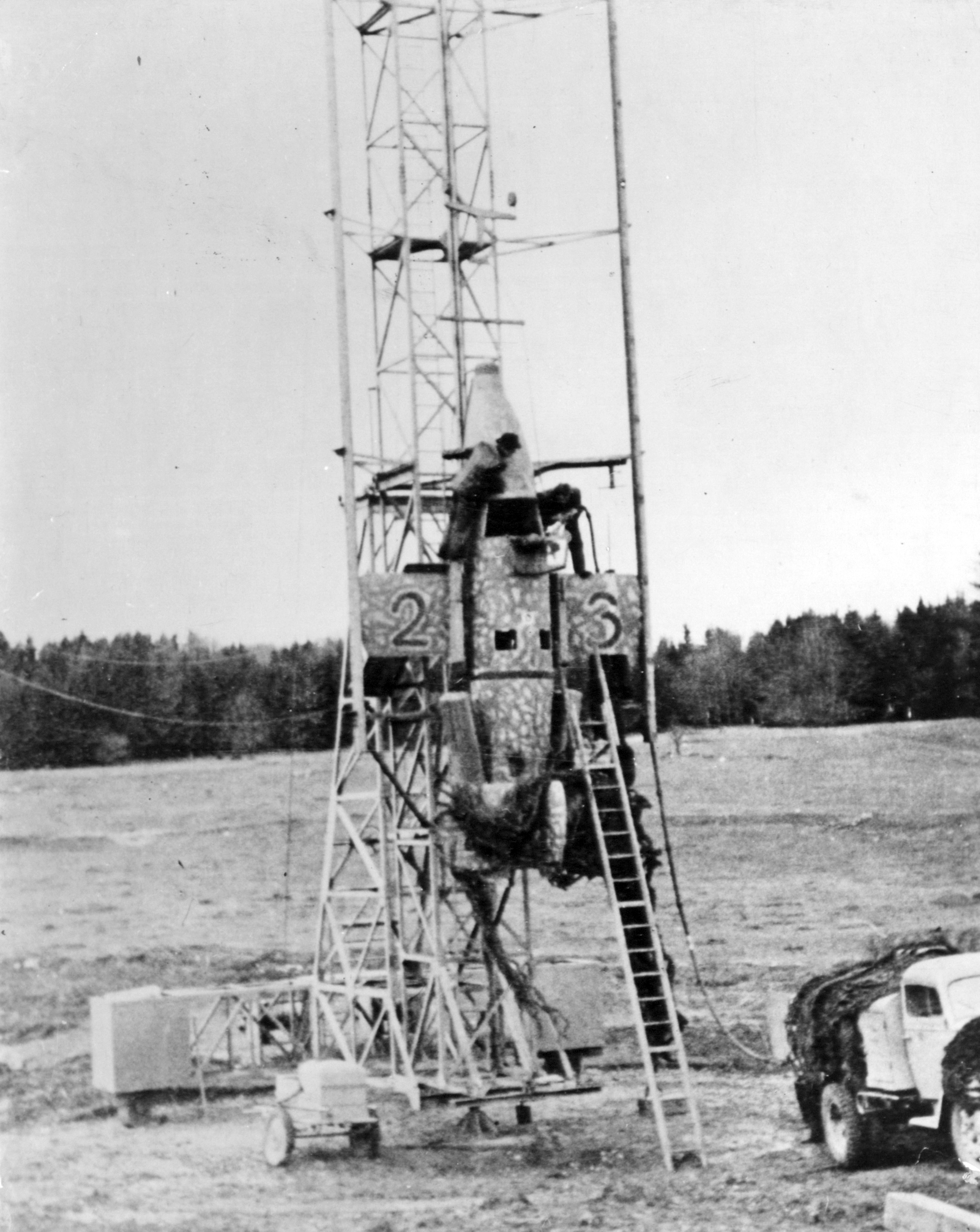
垂直発射塔に設置中の機体（1945年）
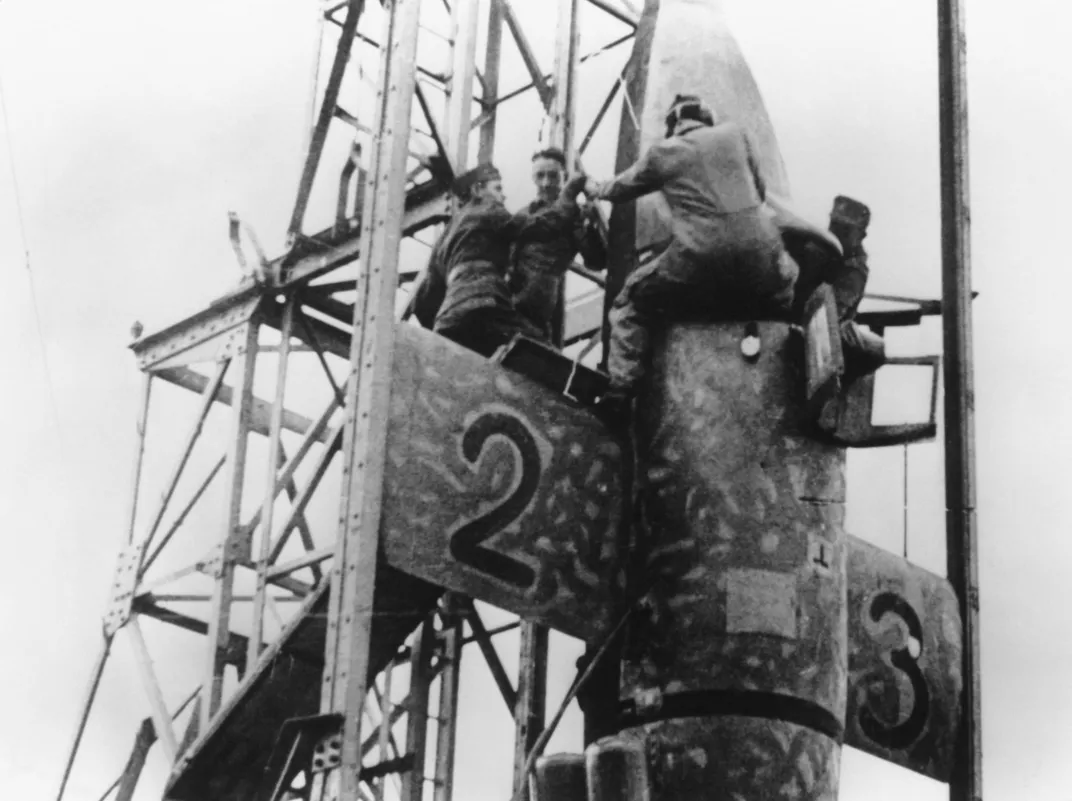
パイロットが乗り降りする様子（1945年）
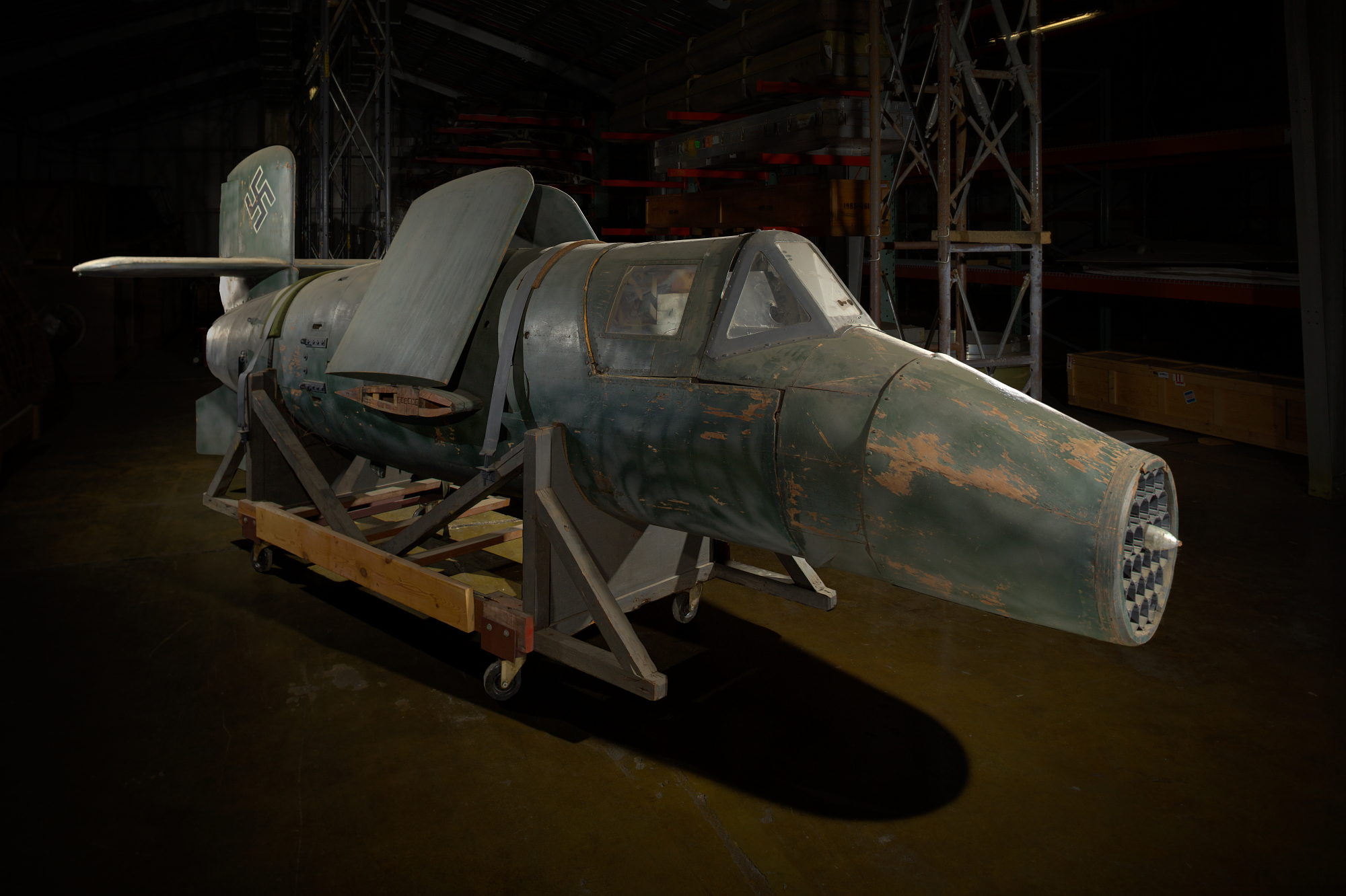
スミソニアン航空宇宙博物館が保管しているBa 349B-1
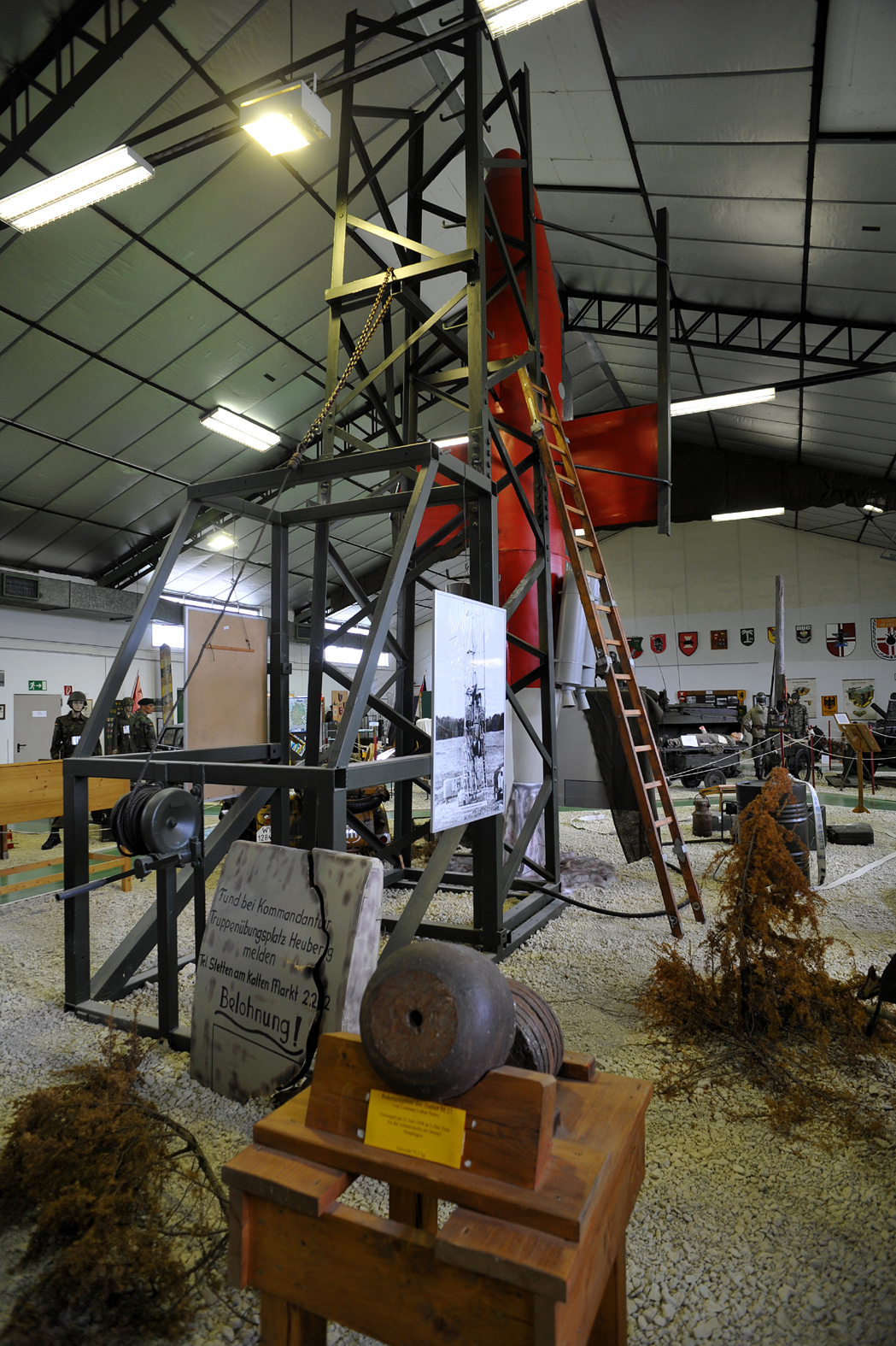
ドイツの博物館にある、発射前を模したレプリカ。腹面の赤い塗装を再現している
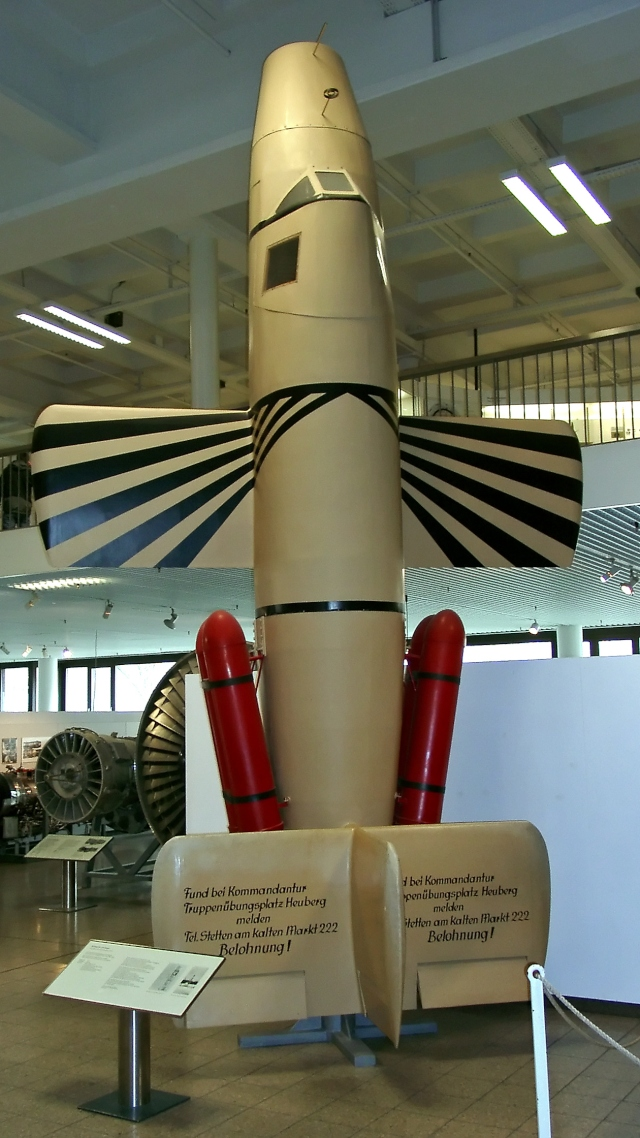
ミュンヘンの博物館にあるレプリカでは、試験型を再現。赤い筒状のものが離陸用ブースター